# 조열승
조열승(曺烈承, 1920년 ~ ?)은 대한민국의 조직폭력배이다. 1961년에 종신형을 선고받았으나 1965년에 가석방되어 사업을 하며 지냈다.

## 조열승이 등장한 작품
- 《야인시대》(2002) (배우: 차룡)